# Police aux frontières israélienne

Emblème du Magav.

La police aux frontières israélienne (en hébreu : מִשְׁמַר הַגְּבוּל, Mishmar HaGvul), aussi connue sous son appellation anglaise Israel Border Police ou sous l'abréviation Magav, est une unité militarisée de garde-frontières fondée en 1953 dépendant de la police d'Israël. Entièrement composée d'engagés professionnels, elle est déployée principalement dans les campagnes, mais aussi près des frontières et en Cisjordanie ; elle assiste les forces armées israéliennes (Tsahal) dans les opérations de maintien de l'ordre dans les territoires occupés et de lutte contre le terrorisme. Elle comprendrait jusqu'à 6 000 soldats, sous-officiers et officiers[Quand ?].

## Historique
La police aux frontières a été initialement fondée comme (hébreu : חיל הספר, Heil HaSfar) une force de gendarmerie appartenant à Tsahal lors de sa création en juin 1948 avec pour mission d'assurer la sécurité publique dans les zones rurales et le long des frontières. Au cours des années suivantes, elle devient dépendante de la police d'Israël et est alors devenue la police aux frontières (Mishmar HaGvul) . 
Le 29 octobre 1956, pendant la crise du canal de Suez, elle est impliquée dans le massacre de Kafr Qassem où 48 Arabes israéliens, revenant de travaux agricoles, furent abattus sommairement par des membres de la police des frontières.  Pendant la guerre des Six Jours, ,la police aux frontières a pris part aux combats aux côtés de l'armée israélienne. Après cette guerre, elle est déployée en Cisjordanie et dans la bande de Gaza : elle est alors chargée de maintenir l'ordre dans le cadre de l'administration militaire des territoires occupés. Elle est notamment active, lors des manifestations et des incidents lors de la première intifada et seconde intifada également
En 2005, elle a pris part au départ des Israéliens de la bande de Gaza.
L'historien Pierre Razoux dit que cette unité est connue pour sa brutalité.

## Unités spéciales
- Yamam : unité spéciale anti-terroriste créée en 1974.

## Commandants
| No | Portrait                                                          | Identité                                              | Période      | Période      | Durée            |
| No | Portrait                                                          | Identité                                              | Début        | Fin          | Durée            |
| -- | ----------------------------------------------------------------- | ----------------------------------------------------- | ------------ | ------------ | ---------------- |
| 1  | Pinhas Kopel                                                      | Pinhas Kopel (en) (he) פנחס קופל (1918 - 1997)        | 1953         | 1964         | 11 ans           |
| 2  | Shimon Eshed                                                      | Shimon Eshed (d) (he) שמעון אשד (1921 - 2008)         | 1964         | 1972         | 8 ans            |
| 3  | Pas de portrait sous licence libre disponible pour Haim Levi.     | Haim Levi (d) (he) חיים לוי (1925 - 2012)             | 1972         | 1976         | 4 ans            |
| 4  | Zvi Bar                                                           | Zvi Bar (he) צבי בר (né en 1935)                      | 1976         | 1983         | 7 ans            |
| 5  | Pas de portrait sous licence libre disponible pour Pinhas Chahar. | Pinhas Chahar (d) (he) פנחס שחר (1939 - 2023)         | 1983         | 1989         | 6 ans            |
| 6  | Pas de portrait sous licence libre disponible pour Meshulam Amit. | Meshulam Amit (d) (he) משולם עמית (1935 - 2024)       | 1989         | 1993         | 4 ans            |
| 7  | Yitzhak Aharonovich                                               | Yitzhak Aharonovich (he) יצחק אהרונוביץ' (né en 1950) | 1993         | 1995         | 2 ans            |
| 8  | Pas de portrait sous licence libre disponible pour Israel Sadan.  | Israel Sadan (en) (he) ישראל סדן (né en 1947)         | 1995         | 1998         | 3 ans            |
| 9  | Pas de portrait sous licence libre disponible pour Yitzhak Dadon. | Yitzhak Dadon (d) (he) יצחק דדון (né en 1951)         | 1998         | 2001         | 3 ans            |
| 10 | Yaakov Ganot, 9 janvier 2011.                                     | Yaakov Ganot (d) (he) יעקב גנות (1947 - 2024)         | 2001         | 2002         | 1 an             |
| 11 | David Tzur, 23 décembre 2012.                                     | David Tzur (en) (he) דוד צור (né en 1959)             | 2002         | 2004         | 2 ans            |
| 12 | Pas de portrait sous licence libre disponible pour Hossein Fares. | Hossein Fares (d) (he) חסין פארס (né en 1952)         | 2004         | 2007         | 3 ans            |
| 13 | Pas de portrait sous licence libre disponible pour Israel Itzhak. | Israel Itzhak (d) (he) ישראל יצחק (né en 1953)        | 2007         | 2011         | 4 ans            |
| 14 | Yoram Halevi                                                      | Yoram Halevi (d) (he) יורם הלוי (né en 1963)          | 2011         | 2012         | 1 an             |
| 15 | Amos Yakov                                                        | Amos Yakov (d) (he) עמוס יעקב (né en 1962)            | 2012         | 2016         | 4 ans            |
| 16 | Kobi Shabtai                                                      | Kobi Shabtai (he) יעקב שבתאי (né en 1964)             | février 2016 | janvier 2021 | 4 ans et 11 mois |
| 17 | Amir Cohen                                                        | Amir Cohen (d) (he) אמיר כהן (né en 1970)             | février 2021 | juillet 2023 | 2 ans et 5 mois  |
| 18 | Barik Yitzchak                                                    | Barik Yitzchak (d) (he) בריק יצחק (né en 1968)        | juillet 2023 | En cours     | 1 an et 8 mois   |